# TVP ABC
TVP ABC je polská televizní stanice, která byla založena 15. února 2014.

## Historie
Televizi lze naladit v muxu 1a na satelitu. Je určena pro děti ve věku 4–12 let v Polsku a v pohraničí sousedních zemí. Telewizja Polska uvedla, že zde budou nejen pořady z produkce TVP, ale i ze zahraničí, například ruský animovaný seriál Máša a medvěd. TVP ABC je tedy podle televize bezpečný kanál, a rodiče se nemusí bát násilí a pořadů nevhodných pro děti. Rodiče nemusí v menu v rodičovské kontrole zadávat věk dítěte.